# Стефан Урош III
Стефан Урош  Немањић (око 1275/1276 или око 1284 — 11. новембар 1331), познатији као Стефан Дечански, био је краљ Србије из породице Немањића, син краља Милутина (1282—1321) и отац краља и цара Стефана Душана (1331—1355).
Оженио се бугарском принцезом Теодором Смилец са којом је имао синове Душана и Душица. У другом браку, са византијском принцезом Маријом Палеолог, имао је троје деце: деспота и цара Симеона Уроша, Теодору и Јелену.
Био је талац Татара од 1292. до око 1297. године. Када се вратио, оженио се принцезом Теодором Смилец. Краљ Стефан Урош III добио је управу над Зетом око 1308. године, и побунио се против оца краља Милутина Немањића крајем 1313. године, или почетком 1314. године, али био је побеђен, ослепљен и послат у Цариград. После 7 година боравка у прогонству, крајем 1320. године, или вероватније почетком 1321. године, краљ Стефан Урош II Милутин дозволио је да се Стефан Урош III врати из прогонства у Србију. Када је краљ Стефан Урош II Милутин Немањић умро у октобру 1321. године, у Србији је почео грађански рат између Константина и Стефана Уроша III око престола, престо је освојио Стефан Урош III и крунисао се за краља 6. јануара 1322. године.
Касније се побунио око престола и краљ Стефан Владислав II, али је био поражен код Рудника и остатак живота је провео у Угарској. Одмах након преузимања власти краљу Стефану Урошу III Дечанском је умрла жена краљица Теодора Смилец Немањић. Од почетка његове владавине Дубровник и босански бан Стефан II Котроманић повели су рат да Србији отму Хум и полуострво Пељешац. Босански бан Стефан II Котроманић је успео отети Хум 1326. године. У то време, краљ Стефан Урош III се оженио Маријом Палеолог. У Византији је дошло до грађанског рата, између цара Андроника II Палеолога и цара Андроника III Палеолога. Краљ Стефан Дечански је стао на страну цара Андроника II, али није вршио никакве битне војне операције, касније је у рату победио цар Андроник III. Византијски цар Андроник III је склопио савез са Бугарском и 1330. године, кренули су у рат против Србије, али српски краљеви Душан и Стефан Урош III пресрели су бугарску војску и победили је у бици код Велбужда 28. јула 1330. године. После победе се састао са Бугарима и потписао мир, али да на бугарском престолу буду његова сестра царица Ана и њен син цар Јован Стефан. Тиме је показао да је Србија постала најмоћнија сила на Балканском полуострву. Византија је одустала од рата против Србије, и напала Бугарску. Српској властели није се свидело што нису напали Бугарску и добили више ратног плена и поседа. Млади краљ Стефан Душан почиње да постаје нелојалан и уз подршку властеле у августу 1331. године, диже побуну против оца. Краљ Стефан Урош III бива заробљен код Неродимља и пребачен у тамницу у Звечану, где је умро под неразјашњеним околностима 11. новембра 1331. године, а млади краљ Стефан Душан се крунисао за краља 8. септембра 1331. године.
Подигао је манастир Високи Дечани према коме је назван Дечански. Српска православна црква га је канонизовала као светог краља.

## Младост
Није јасно ко је била мајка краља Стефана Уроша III и када је он рођен. Изгледа да је рођен из незаконитог брака краља Стефана Уроша II Милутина и српске племкиње Јелене или Ане Тертер. Према истраживачима који мисле да је Јеленин син он је рођен око 1275, а они који мисле да је Анин син, краљ Стефан Урош III је рођен после 1284.
Упркос томе што је краљ Стефан Урош III вероватно рођен из незаконитог брака до побуне против оца (1313/14) он је био означен за наследника престола. О томе јасно сведочи што се од 1306. године, Урош III јавља под заједничким владарским именом Немањића Стефан.
Прво поуздано појављивање краља Стефана Уроша III у изворима везано је за вазални положај Србије према Татарима. Око 1292. краљ Стефан Урош II Милутин је са братом краљем Стефаном Драгутином преотео од Бугара област Браничева, али је то довело до рата са бугарским владарем Видина кнезом Шишманом. Када је Србија поразила и кнеза Шишмана и освојила Видин, запретила је опасност да буде нападнута од Шишмановог врховног господара татарског кана Ногаја. Да би избегао сукоб са њим краљ Стефан Урош II Милутин је морао Татарима послати као таоце свог сина Стефана Уроша III и још неколико чланова из властеоских кућа. Србија је постала вазал татарског кана Ногаја 1293/94. Стефан Урош III је остао међу Татарима најмање до 1297. године, тј. почетка њиховог рата око власти, а можда и до Ногајеве смрти и погибије у том сукобу 1299. Са погибијом Ногаја Србија је престала бити вазал Татара. После повратка у Србију, Урош III се оженио око 1300. године, а можда је добио на управу и област у Приморју.

### Долазак Симониде у Србију
Године 1299. краљ Милутин се оженио по пети пут, ћерком византијског цара Андроника II Палеолога Симонидом. Милутинова четврта жена краљица Ана Тертер била је предата цару, а брак са њом проглашен је неважећим. У почетку то није утицало на положај Стефана Уроша III. У време сукоба краља Драгутина и краља Милутина, Стефан Урош III добио је на управу Зету око 1308. године, којом је управљао као очев намесник са звањем младог краља, али убрзо после измирења краља Драгутина и краља Милутина, крајем 1313. године, или почетком 1314. године Урош III се побунио против оца краља Стефана Уроша II Милутина. У време док је био млади краљ Стефан Урош III је био ожењен Теодором, ћерком бугарског цара Смилца и док је управљао Зетом млади краљ Стефан Урош III Немањић је добио два сина, а поред њих познато је да је имао најмање и једну кћерку: 
- Душан (око 1308. године, или 1312—1355), који је био српски краљ а потом цар (1331—1355)
- Душиц, умро у Цариграду око 1318.[22]
- Јелена, удата за Младена III Шубића, умрла после 1355.

Краљ Стефан Урош II Милутин Немањић са краљицом Симонидом Палеолог није могао да има деце, али њена мајка царица Ирина свестрано је радила на томе да се српски престо обезбеди неком од њених синова. Прво је послала Димитрија али се њему Србија учинила дивљом и он се ускоро вратио у Византију. Исто је покушала и са другим сином Теодором, али је он то одбио и уместо тога постао монфератски маркиз.

## Буна против оца
Управник у Зети млади краљ Стефан Урош III се побунио против оца. Мало писаних података о тој буни имамо. Побуна младог краља Стефана Уроша III била је крајем 1313. године, или почетком 1314. године, и можда је после помирења краља Стефана Драгутина и краља Стефана Уроша III Милутина помислио да је угрожено његово право да наследи престо. Према Даниловом зборнику младог краља Стефана Уроша III је на побуну наговорила његова властела. Краљ Милутин Немањић је, скупивши војску кренуо на сина, који се пред очевом силом повукао преко Бојане. Архиепископ Данило II у свом делу „Житија српских краљева и архиепископа" пише да је краљ Милутин тада сину понудио преговоре и да је млади краљ Стефан дирнут отишао оцу и молио за опроштење. Међутим, када се краљ Стефан Урош II Милутин дочепао младог краља Стефана Дечанског није имао милости. Стефан Урош III је био окован и послат у Скопље где је ослепљен и послат у Цариград.
Ипак, Стефан Урош III није био потпуно ослепљен. Извршилац казне био је поткупљен, или је био ослепљен само делимично (усијани леген није пробио зенице), али је Стефан Урош III из страха од краља Милутина до његове смрти носио повез преко очију.

## Изгнанство у Цариграду
У Цариграду је цар Андроник II имао саучешћа према прогнаном краљевићу коме је тамо умро млађи син, Душиц, који је вероватно рођен у пролеће 1314. године и са своје стране није чинио ништа да му отежа живот. Ово изгнанство могло је имати значајан утицај на Стефановог сина Стефана Душана. Стефан Дечански је остао у Цариграду 7 година. Осећајући приближавање смрти, најраније крајем 1320. године, или вероватније почетком 1321. краљ Милутин дозволио је да се Урош III врати из прогонства. После његовог повратка, 29. октобра 1321. године, краљ Милутин је умро у свом двору у Неродимљу.

## Борба за престо и крунисање
Последњих година владавине краљ Стефан Урош II Милутин је за наследника престола одредио сина Стефана Константина, али пре него што је нови краљ преузео и учврстио власт, „неочекивано” као претендент за круну појавио се и “ослепљени” Стефан Урош III, а борбе наследника за краљевску власт и нереди су почели вероватно у време сахране краља Стефана Уроша II Милутина. Легитимни наследник био је Милутинов син из првог брака, Константин, који је раније био намесник у Хуму, а после прогонства Стефана Уроша III добио је на управу и Зету. Стефана Уроша III када је чуо за очеву смрт прогласио је да му је свети Никола вратио вид, скинуо завој са очију и око себе створио јаку странку. На његову страну је стала и Црква. Урош III je предложио Константину и да поделе власт што је принц одбио. Тако је започела борба око Милутиновог наслеђа, у којој је Урош III победио.
У време борби међу браћом, на Богојављање 6. јануара 1322. године, архиепископ Никодим крунисао је Стефана за краља са титулом „Стефан Урош III, благоверни и христољубиви краљ српских и поморских земаља“, а његовог сина Стефана Душана као младог краља.
Константиново одбијање да се нагоди, мучеништво Стефана Уроша III, веровање у чудесну моћ исцељења и његово словенско порекло по мајци су освојили симпатије народа и свештеника. У борби са краљем Стефаном Урошем III краљ Стефан Константин је поражен, ухваћен и ако је веровати Псеудоброкару сурово убијен тако што је прикован клиновима за даску и расечен на пола.
Као трећи претендент на престо појави се Драгутинов син краљ Стефан Владислав II. После Милутинове смрти Владислав се избавио из тамнице и истакао своје право на српски престо. Уз њега је пристао само онај део властеле који је некада био под његовим оцем краљем Стефаном Драгутином, а помагао га је угарски краљ а вероватно и његов сестрић босански бан Стефан II Котроманић. Рат између краља Стефана Уроша III и краља Стефана Владислава II се отегао све до пролећа 1324. године. Главне борбе водиле су се око Рудникa, значи на самој граници јер је краљ Стефан Владислав II држао Мачву, Усору и Соли у Босни и Београд. Једна од главних битака овог рата одиграла се у близини манастира Светог Николе у Бањи код Прибоја, на Лиму у тадашњој жупи званој Дабар, када је и сам манастир пострадао. На крају краљ Стефан Владислав II је био савладан надмоћним снагама краља Стефана Уроша III. Понуђено му је да се склони у Босну одакле би могао да претендује на српски престо као што су то и у прошлости многи радили, али је он уместо тога изабрао живот у Угарској где је и умро. После његове смрти босански бан је заузео Усору и Соли а угарски краљ део Мачве и Београд.

## Владавина

### Напади из Босне и Дубровника
После победе у борби за власт, морао је да угуши све устанке у Србији, у чему је и успео. Морао је да ратује са краљем Стефаном Владиславом II 1323. године, спор је избио око поседовања Рудника, сукоб је трајао вероватно до пролећа 1324. године, краљ Стефан Урош III Дечански је однео победу, а краљ Стефан Владислав II је отишао у Угарску и од тада му се губи сваки траг. Не зна се када је умро, али се још 1325. године, спомиње у Дубровачком документу као „dominus reg Vladislaus”. Хум је тада заузео босански бан Стефан II Котроманић.
Грађански ратови у Краљевини Немањића и самовољно понашање властеле у Србији охрабривали су суседе да се придруже противницима краља Стефана Уроша III. Краљ Стефан Уроша III је потврдио 1321. године, повластице, које су имали Дубровчани и за време краља Милутина, али већ у време сукоба са Владиславом један дубровачки трговац придружио се присталицама краља Стефана Владислава II Немањића у одбрани рудничке тврђаве Островице и краљ Стефан Урош III Дечански се љутио на Дубровник, јер градска управа није спречила свог трговца да подржава краља Стефана Владислава II. Током 1324. године, краљ Стефан Дечански је наредио да се сви дубровачки трговци у Србији похапсе и да им се одузме имовина.
После смрти краља Стефана Уроша II Милутина Немањића, од краља Уроша III одметнули су се Бранивојевићи, који су управљали подручјем Стона, Пељешца и ушћа Неретве, али у пролеће 1326. године, против Бранивојевића рат су повели Дубровник и бан Стефан II. По плану, Дубровчани су нападали бродовима, а босански бан по копну у априлу 1326. године. Рат није био објављен краљу Србије, већ Бранивојевићима, а мирољубиви краљ Стефан Дечански је то у почетку и прихватио, јер су Бранивојевићи били одметници од њега. Један од браће Брајко већ 10. априла 1326. године, је заробљен са његовом женом, двојица браће Бранивојевић су убијена у сукобу са босанском војском, а трећи брат Брајко је заробљен од Дубровчана, који су заробљеника ставили у дрвени кавез на јавном месту и оставили га да умре од глади. Четврти брат, Браноје побегао је у Котор и тражио је заштиту од краља Стефана Уроша III, али на суђењу у Котору је био осуђен на смрт (најкасније у новембру 1326. године), јер су Дубровчани подмитили све судије. Тако су Дубровчани допринели, непосредно и посредно, уништењу једне значајне српске властеоске породице Бранивојевића.
На почетку сукоба за Бранивојевиће се више интересовао млади краљ Стефан Душан, него његов отац краљ Стефан Урош III Дечански. У Дубровнику 17. априла 1326. године, у Великом већу се расправљало о писму у коме је млади краљ Стефан Душан тражио да обуставе нападе на „његовог човека“ једног од Бранивојевића. Жена Брајка Бранивојевића, је била ћерка Душановог војводе Војина и млади краљ Душан дошао је на границу код Дубровника крајем априла 1326. године и преговарао са дубровачким посланством о пуштању Брајка Бранивојевића и његове жене, али Дубровчани нису пристали да Брајка пусте на слободу, а узалуд су позвали и младог краља Стефана Душана Немањића да посети Дубровник.
Сукоб код Велбужда 1330. године, показао је да краљ Стефан Урош III Дечански располаже најспособнијом војском на Балканском полуострву, али колико је познато он је избегавао ратне сукобе. Од јула 1326. године, Дубровчани су покушали преговорима са краљем Стефаном Урошем III Немањићем да озаконе своје заузимање Стона и Пељешца, али захтев краља Стефана Уроша III Дечанског Немањића да му дају годишњи данак од 1.000 златника нису прихватили. На крају, краљ Стефан Урош III није могао пристати да војни патуљак какав је био Дубровник отме Стон и Пељешац од краљевине Немањића. Како ни Дубровник није попуштао рат је постао неизбежан, али краљ Стефан Урош III Дечански Немањић није журио да почне са ратом. Краљ Стефан Урош III Дечански се слично понашао и према упаду босанског бана Стефан II (IV) у Хум, око кога је почео рат Немањића и Котроманића који ће трајати четврт века. Босански бан Стефан II Котроманић је чак 1327. године, од Дубровника добио поклоне, али не из политичких разлога, већ из љубави.
До фебруара 1327. године, Дубровчани су покушавали да убеде краља Стефана Уроша III Немањића да трајно преда Стон и Пељешац Дубровнику. То се није догодило. У фебруару и марту 1327. године, Дубровник је ограничавао извоз робе у Србију, а краљ Стефан Урош III је увео неке противмере према трговцима. У априлу 1327. године, Велико веће је позвало све Дубровчане да напусте Краљевину Немањића и забранио трговину са њом. Према неким, у септембру, или октобру 1327. године, почео је мање познат рат који је трајао око годину дана. Као поданици Краљевине Немањића у рату су учествовали и Которани, који су у октобру 1327. године, бирали ратне заповеднике. Војска Краљевине Немањића ослободила је Стон и Пељешац, који су били под окупацијом Дубровника од средине 1326. године. Поражени Дубровник морао је пристати на склапање мира. После склапања мира, стока Дубровчана, која је отета са подручја око Дубровника и Пељешца враћена је у октобру 1328. године. Неки су писали да је рат Србије и Дубровника почео 20. јула 1327. године, а да је завршен 25. септембра 1328. године.

### Марија Палеолог
Одмах након преузимања власти крљу Стефану Дечанском је умрла жена краљица Теодора Смилец, а будући да је био у сукобу са краљем Стефаном Владиславом II, кога је тада подржавала Угарска, одлучио је да уђе у брак са ћерком кнеза Филипа Тарентског и дође у везу са Анжујцима и на тај начин ослаби краља Стефана Владислава II. Његова нова жена звала се Бланка и била је ћерка кнеза Филипа Тарентског и његове жене кнегиње Тамаре Анђел од Епира. Толико је желео брак да је чак и обећао кнезу Филипу Анжујском, да ће целу Србију да покатоличи. У склапању брака су му помагали и Дубровчани, који је један од њих учествовао у томе. Тадашњи папа Јован XXII се понадао да ће напокон да покатоличи Србију, што ни један папа пре није успео. Тада је папа боравио у Авињону и требало је да се види са епископом Бертрандом, који је требало све ово да обави. Личило је да ће стварно доћи до брака, чак је и договорено да се свадба деси у пролеће 1323. године, али ништа од тога, јер је кнез Филип био у добрим односима са краљем Стефаном Владиславом II, па се плашио да неће имати исто тако добре односе и са краљем Стефаном Дечанским? Краљ Стефан Дечански Немањић, није одустајао па је опет у августу 1323. године, послао још једно посланство у Јужну Италију да би убедили кнеза Филипа Тарентског на овај брак, али ништа од тога.
Након овога краљ Стефан Урош III Дечански се окренуо ка Византији и добио је невесту. Била је ћерка намесника Солуна, познатог паниперсеваста Јована Палеолога. Он је био члан царске породице и његов отац Константин Порфирогенит Палеолог је био брат ромејског цара Андроника II. Принцеза се звала Марија Палеолог и имала је 12 година, када је била удата за српског владара. Током 1324. године, дошло је до склапања овог брака „Пошто беше лепо да он има помоћницу ка богољубазним делима, онај који у свему промишља њему корисно, изабра такву мужу достојну, која од града солунскога од царскога корена будући дође на царско, блажена Палеологина.
Са краљицом Маријом Палеолог, краљ Стефан Дечански имао је бар троје деце: 
- Симеон Синиша (1324/26 - 1369/71), цар Ромеја и Срба и целе Албаније од 1359. до 1370. године, владар Епира од 1359. до 1366. године и владар Тесалије од 1359. до 1371. године
- Теодора (1330- после 1381), удата за деспота Дејана управитеља Македоније, умрла као монахиња Евдокија
- Јелена, удата за бана Младена III Шубића

Бугарски цар је отерао српску принцезу Ану, ћерку краља Милутина и довео је нову жену Теодору, која је била унука ромејског цара Андроника II, јер је хтео да се приближи Византији. Ово је краљ Стефан Дечански схватио као увреду и послао је епископа Данила да преговара са њим. Можда је то била Данилова мисија да приближи бугарског цара и Драгутиновог сина краља Стефана Владислава II, јер су му требали савезници, иако се његов циљ не зна. Овим је избегнут конфликт Бугарске и Србије, што је било добро, јер краљ Стефан Дечански није имао снаге за веће сукобе. Након тога је епископ Данило отишао у Цариград где је обавио посао око женидбе краља Стефана Уроша III и Марије Палеолог. Одмах након склапања овог брака паниперсеваст Јован је са својом супругом Ирином отишао у Србију са разлогом да посети своју кћер, али је и хтео да придобије краља Стефана Дечанског. Баш када се све то дешавало, умро је архиепископ Никодим, маја 12. 1324. године. За новог архиепископа је изабран епископ Хумски Данило 14. септембра 1324. године, познат као архиепископ Данило II, и ту функцију је обављао све до своје смрти 19. децембра 1337. године, када је и умро.

### Грађански рат у Византији
Српска војска је почела да напада Струмичку и Серску област. У тим нападима није учествовала већа војска, већ мања и то су биле само углавном пљачке. Ово је краљ Стефан Дечански радио само како би удовољио тасту. Ромејски цар Андроник III се тада уплашио и позвао паниперсеваста Јована да са њим преговара. Цар Андроник III му је понудио титулу цезара и затражио да се врати у Солун. То није оно што је он желео, али је прихватио јер је изгледало да краљ Стефан Дечански неће то више радити за његов рачун. Божијим чудом, разболео се и умро у Србији 1327. године.
У Византији је започет грађански рат између цара Андроника II и његовог унука цара - савладара Андроника III, који је завршен поделом Византије. То је хтео цезар Јован Палеолог (таст краља Стефана Дечанског) да искористи и да се одвоји од Византије, али је убрзо умро 1327. године. Исте године, почео је опет конфликт између цара Андроника II и цара Андроника III, хтели су од савезника да придобију Србију и Бугарску. цар Андроник II, пошто је био у бољим односима послао је посланство краљу Стефану Урошу III да наговоре удовицу Јована Палеолога, Ирину Метохит  да се врати у Солун. Ту су се налазили Нићифор Григора, познати писац, као и Касандрин и Торникије, који ће играју битну улогу. Хтели су само да придобију српску помоћ, а оправдање је била Јованова удовица. Један члан посланства Торникије је остао још да преговара са краљем Стефаном Дечанским и након тога одмах отишао у Цариград, не би ли што пре обавестио ромејског цара Андроника II. Ово је било успешно за цара Андроника II, јер је краљ Стефан Дечански Немањић одлучио да помогне. Цар Андроник III је нашао савезника у бугарском цару Михајлу III Шишману, који није био у добрим односима са Србијом, јер су обоје хтели територије у Македонији, тај исти цар је отерао српску принцезу са двора. Сусрет два цара се десио у Димотици, где су преговарали.
Током 1327. године, почеле су војне операције против цара Андроника III, одбранио је Македонију и држао целу ту област и град Солун. Већ у јануару 1328. године, је тријумфално ушао у Солун, где је дочекан као цар. У Цариграду се цар Андроник II почео осећати несигурним, па ја помишљао и на преговоре. За то време Србија је углавном мировала, јер је војвода Хреља, који је водио српску војску, видео да ће цар Андроник III да победи, а да је цар Андроник II скоро па и нестао. Краљ Стефан Урош III Дечански је почетком 1328. године, дошао лично да узме учешће у рату, али на наговор војводе Хреље, он одустаје да нападне цара Андроника III, чак му је и властела претила да ће да му науди, ако га буде напао, то само показује да власт краља Стефана Уроша III Дечанског Немањића баш и није била у најбољем стању. Он није баш био омиљен, због свог понашања. За то време бугарски цар Михаило III изненада напусти цара Андроника III и помогне цару Андронику II, али га је цар Андроник III натерао да одустане од тога. 24. маја 1328. године, цар Андроника III постаје једини ромејски цар и улази у Цариград, а свог деду оставља на двору.
Током 1329. године, мањи одред српске војске напада Македонију и опседа Охрид. Након успешне борбе са Турцима у Малој Азији цар Андроник III шаље малу војску у Охрид, али српска војска одлази из Охрида. Због истих интереса Србије и Бугарске, да освоје Македонију, Бугарска склапа савез са Византијом.

### Рат против Бугарске и Византије
Бугарски цар Михаило III је за овај рат унајмљивао стране плаћенике, и то углавном Татаре и Јасе (Осете), а добио је помоћ и од влашког кнеза Јована Басарабе. И српски краљ Стефан Урош III је такође имао плаћенике, углавном Немце и Шпанце коњанике. Краљ Стефан Дечански је забранио млетачким трговцима да било какво оружје односе у Бугарску, рекавши им да ће их казнити.
Србију је најпре напао цар Андроник III почетком јула месеца 1330. године. Нападао је само око границе и застао је у Пелагонији и чекао бугарску војску, а план је био да нападну Србију са обе стране, што овај није поштовао, јер није хтео да он од Србије добије највећи ударац. Краљ Стефан Дечански је био упознат са овим планом, па је хтео да се обрачуна са њима једним по једним. Проценио је да је Бугарска јача тако да је њих хтео да прво нападне, јер су по њему били опаснији. Није знао одакле нападају па их је сачекао на Добрич-пољу које се налази на ушћу Топлице у Мораву. Српска војска није била комплетна, требало је још одреда доћи, што Бугари нису знали. Долази до информације да се Бугари појављују према области Земен, у изворишту Струме. Краљ Стефан Дечански је одмах кренуо за Бугарима. На свом путу свратио је у цркву св. Ђорђа у Нагоричину, а нешто касније и у манастир Сарандапорски. Дисциплина Бугара није била добра, будући да је број њих напустио одред и отишао да пљачка, чак им ни храна није била обезбеђења, па су морали да отимају од сељака, што је краљ Стефан Дечански добро знао. Бугари су били сигурну у победу.
Краљ Стефан Урош III је послао поруку бугарском цару да се задовољи оним што има у Бугарској, а то је само померило битку за касније. После неког времена стигли су одреди, и битка је могла да почне, а Бугари су и даље мислили да је он слабији од њих. Краљ Стефан Дечански је журио за битком па када су последња појачања дошла у саму зору, у суботу 28. јула 1330. године, а да је већ у подне почела битка. Према српским и грчким изворима изгледа да су обе војске код Велбужда имале приближно по 15.000 војника. У овој бици је млади краљ Стефан Душан добио је посебну елитну јединицу. Битку је започела српска војска у само подне дана 28. јула 1330. године, и то на Велбужду. Бугарска војска није издржала ни први налет српске војске већ се разишла на све стране, а српска војска је умела да искористи ово и скроз их уништи.
Битка на Велбужду је била потпуни пораз Бугара у коме је и сам цар Михајло III погинуо, а о томе постоје различите верзије. Највероватније су српски ратници ранили и заробили цара Михаила III Шишмана и довели га пред младог краља Душана, који је у Реч уз његов Законик написао да је лично одсекао главу заробљеном цару Михаилу III Шишману. По Григорију Цамблаку ухваћен је од Душана и уз његову дозволу погубљен. Према другој верзији коњ му се саплео и пао. Док се он батргао на земљи пристигну српски војници и убију га. По Марву Орбин је спој обе наведене. Бежао је коњем, али му се коњ саплео и пао, а овај је побегао у шуму. Ту су га ухватили српски војници који су били рањени, због чега су се склонили у шуму. Након битке одвели су га код краља Стефана Дечанског Немањића, а он је, док је разговарао са српским краљем умро. У овој бици краљ Стефан Урош III Дечански није узимао учешће, већ након што је војску послао у битку провео је цело време у молитви. За то време је команду у бици имао млади краљ Стефан Душан. Када је о овоме сазнао цар Андроник III, одлучио је да одустане. До тог времена он је освојио пар места у Македонији (Охрид итд.), али одмах након вести са Велбужда он са својом војском напушта српске територије.
Након битке најпре се прикупио плен и утврђивани су резултати победе. Пред краља Стефана Уроша III Дечанског Немањића су довођене заробљене бугарске велможе, којима је показиван њихов мртви цар. Тим је краљ Стефан Урош III хтео да покаже Бугарима да не пружају даљи отпор Србији, али му је онда пала идеја да на власт постави своју сестру царицу Ану Неду, а пошто је наследник Анин син цар Јован Стефан и даље био малолетан, царица Ана би као намесница владала уместо њега. Пошто је хтео да придобије бугарски народ, наредио је да се одржи сахрана цара Михајла III. Након победе обавестио је своју жену краљицу Марију, архиепископа Данила II и сабор. Краљ Стефан Дечански је ово видео као могућност да врати своју сестру на трон, али је властела ово видела као територијално проширење. Бугарска је била слаба, буквално да је са војском могао целу да је освоји. Краљ Стефан Урош III Дечански је ушао са војском у Бугарску, а Бугари нису пружили никакав отпор. Касније је обавестио своју сестру о смрти њеног бившег мужа и идеји да постане царица Бугарске, а Јован Стефан цар наследник. Бугари нису имали снаге уопште да нападну краља Стефана Уроша III Дечанског Немањића, чак су и најистакнутији бугарски великаши били са њим. Преостали великаши на челу са Белауром (брат покојног цара Михајла III) дочекају краља Стефана Дечанског код места Извори и замоле за мир. Српска војска је требало да уђе у Трново, али је онда дошла вест да се ромејска војска потпуна повукла. Јасно је било да ће се српска властела тешко обуздати буде ли ушла у Трново. Зато су Бугари одлучили да се са њим састану пре него што дође у престоницу, што је њему одговарало, јер није имао намеру да распарчава Бугарску. То је јер он није хтео ништа за Србију, осим да се његова сестра доведе на трон и њен син. Било је предлога од стране неких бугарских великаша да дође до сједињења Србије и Бугарске, но краљ Стефан Урош III Дечански није био расположен за то. Мир је склопљен брзо и једини захтев је био да се његова сестра царица Ана Неда постави на престо. Један део војске је отишао да отпрати цара Јована Стефана и његову мати царицу Ану, док је други део отишао са краљем Стефаном у Србију. Победа код Велбужда није само отклонила опасност за Краљевину Немањића, него је показала да је она најмоћнија држава на Балкану.

### Манастир Дечани
Неколико година пре битке код Велбужда, српски краљ Стефан Урош III од 1326/1327. године, посветио се градњи манастира Дечани по коме је добио надимак Дечански, али после смрти краља Стефана Дечанског градњу је завршио његов син краљ Стефан Душан 1334/1335. године. У оснивачкој повељи краља Стефана Уроша III Дечанског издатој 1330. године, пише да је архиепископ Сава I Немањић одабрао раније место које се зове Дечани у жупи Затрнавској за градњу храма Божијег. Дечанска црква Христа Пантократора, са висином од око 29 метара спада међу највеће сачуване грађевине средњовековне Србије, а зидана је мермером у две боје са прозорима и стубовима у стилу романике.

## Побуна младог краља Стефана Душана и затварање краља Стефана Уроша III
Према писању Нићифора Григора 1331. године, млади краљ Душан је имао двадесет две године, али у то време је краљ Стефан Урош III имао је децу и са другом женом, то је унело страх младом краљу Стефану Душану и тако да је одлучио да свргне краља Стефана Уроша III Дечанског уз подршку великаша. Ипак, домаћи извори говоре да је млади краљ Стефан Душан 1331. године, имао око 19 година. Већина писаца тврди да је због поступака после победе код Велбужда дошло до побуне, јер краљ Стефан Урош III није користио велику победу и није допустио својој властели добијање нових територија и пљачку у Бугарској.. Није јасно да ли захтев краља Стефана Уроша III Дечанског Дубровнику да му уступи шест галија, који је стигао у новембру 1330. године, а није испуњен, имао везе са сукобом између краља и младог краља у Србији, који постаје видљив у јануару 1331. године. Вероватно крајем јануара 1331. године, до Дубровника су дошле вести о некаквој свађи, или сукобу краљева у Србији. Дубровчани су одлучили почетком фебруара 1331. годин,е да пишу обојици краљева, како је Дубровчанима жао што је дошло до сукоба краљева у Србији и да се надају обнови мира, а изразили су жеље да буду заштићени трговци из Дубровника и њихова имовина. Војска краља Стефана Уроша III Дечанског Немањића упала је у област Скадра против младог краља Стефана Душана у времену од фебруара до априла 1331. године, али млади краљ Стефан Душан је прешао на другу страну реке Бојане и избегавао отворену битку, а затим се састао са оцем и измирио у априлу 1331. године.
Измирење младог краља Душана и његовог оца у августу 1331. више није могло да се одржи. Млади краљ Стефан Душан Немањић је позван да се појави на краљевом двору, али према Даниловом настављачу у страху од краља, а на наговор своје властеле млади краљ Душан се одлучио да са његовом војском изненада нападне оца. Пред одлуку да крене са војском против оца, према Даниловом Настављачу, млади краљ Душан Немањић је помислио да оде из Србије и од оца. Према писању у Даниловом зборнику, млади краљ Стефан Душан је позвао своје ближње људе: „Бежимо од њега у стране народе да не погинемо превременом смрћу“, али они су одбили тај позив. Младом краљу Стефану Душану су одговорили: „Боље нам је да нам се догоди и смрт у земљи наших отаца, него да се нађемо у туђој земљи као заробљеници или дошљаци, а ако нас не послушаш, ми, увећавши се код родитеља твога, и уставши, ићи ћемо ка њему, а тебе ћемо оставити у великој жалости и презиру.”
Охрабрен од његове властеле, млади краљ Душан одлучио је да постане вођа побуне против оца краља Стефана Уроша III, а у другој половини августа 1331. године, побуњеници су брзо стигли од Скадра до подручја Липљана, то јест краљевог двора Неродимље. У близини Неродимља се налазила тврђава Петрич, која је служила као склониште краљу у случају опасности и краљ Стефан Урош III је успео да побегне у тврђаву Петрич, али се брзо предао, а млади краљ Стефан Душан се крунисао за краља 8. септембра 1331. године, у храму близу тврђаве Сврчин.

## Смрт затвореног краља
Више од месец дана после Душановог крунисања, затворени краљ Стефан Дечански је умро 11. новембра 1331. године. Анонимни настављач Данила записао је да је заробљени краљ Стефан Урош III Дечански одведен  у тврђаву Звечан на северу Косовског поља и да је тамо требало да буде чуван, док се не измири са краљем Стефаном Душаном, али “када се нико није надао … краљ Урош III предаде дух свој Господу”. “И пренесено би његово тело …, и положише га у рукотвореном његовом манастиру … Дечани.” По Даниловом ученику, затворени краљ Стефан Дечански је умро изненада, али није написано да ли се то десило ненасилном смрћу, или је убијен. Други извори тврде да је краљ Стефан Душан попустио пред наваљивањем моћне властеле и одобрио, или наредио да се краљ Стефан Урош III Дечански погуби. Извори се разилазе по питању да ли је у заточеништву са Стефаном била и његова супруга Марија, са децом. Данилов ученик пише да је свргнути краљ у заробљеништво одведен са женом и децом, док насупрот томе, Григорије Цамблак изричито тврди да су Марија и њена деца чувани у другом граду.
Педесетак година после Душанове смрти другачији опис остављен је у делу „Житије Стевана Дечанског" које је саставио Григорије Цамблак и који је написао да је затворени српски краља Стефан Дечански Немањић удављен по наредби његовог сина краља Стефана Душана. Ово дело писано је прилично „антидушановски“ са намером да покојног краља огласи као великомученика. Српска православна црква је ову потоњу верзију узела за канонску и за краља Стефана Дечанског каже да је „од оца ослепљен а од сина удављен“. Нићифор Григора такође наводи да је одведен у Звечане, али да су га тамо завадили великаши, без дозволе краља Стефана Уроша IV Душана. Нису ни познате насилне промене, познате су тек почетком или крајем 15. века, које је написао Григорије Цамблак, и у споменима Консантина од Островице, касније ратник пољског владара. Архиепископ Данила II који је завршио дело Житија српских краљева и архиепископа, приповеда да је краљ Стефан Урош III Дечански пред крај живота променио мишљење према своме сину и да је, под утицајем своје младе жене краљице Марије Палеолог престо српских и поморских земаља наменио свом сину из другог брака Симеону. Стефан Душан, као добар син није желео да се противи „вољи родитеља краљевства“ и отишао је чак у Цариград одакле га је властела наговорила на повратак и сукоб са родитељем који је резултовао бојем на Породимљи, после кога је краљ Стефан Урош III одведен у Звечан и тамо после неког времена умро природном смрћу, вероватно од срчаног удара.
Обе верзије су сасвим могуће али не постоји никакав историјски разлог због чега би једна била фаворизована у односу на другу. Кад пред историчарима стоје две супротне верзије њихов је задатак да изложе и представе обе.
Задужбина краља Стефана Дечанског је манастир Дечани у коме почивају његове свете мошти. Српска православна црква слави његов празник сваког 11. новембра по јулијанском одн. 24. новембра по грегоријанском календару.

### Легенда о проклетству
За смрт краља Стефана Дечанског Немањића везана је и легенда о проклетству Душанових каснијих потомака, а касније и целе српске државе. Наиме краљ Стефан Урош III Дечански је, када су дошли људи да га убију, проклео сина и његове потомке. Мада се ово проклетство није испунило на сину, пало је ипак на његовог унука цара Уроша, који је изгубио Царство. Ова легенда је трајала много векова, а сви су се тог проклетства сетили онда када је кнез Лазар са својим ратницима пао на Косову, а Србија пала под Турке. Мотив ове наводне клетве је искоришћен као један од главних мотива у историјској трагедији „Смрт Уроша V“ Стефана Стефановића.

## Српска православна црква
Српска православна црква прославља Светог мученика Стефана Дечанског (Мратиндан) 11/24. новембра. Њему је посвећена Црква Светог Краља Стефана Дечанског у Железнику.
Цетињски манастир чува његову круну.

## Породично стабло
| \| \| \| \| \| \| \| \| \| \| \| \| \| \| 16. Стефан Немања \| \| \| \| \| \| \| \| \| \| \| \| \| \| \| \| \| \| \| \| \| \| \| \| \| \| \| \| \| \| \| \| \| \| \| \| \| \| \| \| \| \| \| \| \| \| \| \| \| \| \| \| \| \| \| \| \| \| \| \| 8. Стефан Првовенчани \| \| \| \| \| \| \| \| \| \| \| \| \| \| \| \| \| \| \| \| \| \| \| \| \| \| \| \| \| \| \| \| \| \| \| \| \| \| \| \| \| \| \| \| \| \| \| \| \| \| \| \| \| \| \| \| \| \| \| \| \| \| \| \| \| \| \| \| \| \| \| \| 17. Ана Немањић \| \| \| \| \| \| \| \| \| \| \| \| \| \| \| \| \| \| \| \| \| \| \| \| \| \| \| \| \| \| \| \| \| \| \| \| \| \| \| \| \| \| \| \| \| \| \| \| \| \| \| \| \| \| \| \| \| \| \| \| \| \| \| \| \| \| \| \| \| \| \| \| 4. Стефан Урош I \| \| \| \| \| \| \| \| \| \| \| \| \| \| \| \| \| \| \| \| \| \| \| \| \| \| \| \| \| \| \| \| \| \| \| \| \| \| \| \| \| \| \| \| \| \| \| \| \| \| \| \| \| \| \| \| \| \| \| \| \| \| \| \| \| \| \| \| \| \| \| \| \| \| \| \| \| \| \| \| \| \| \| \| \| \| \| \| \| \| \| \| \| \| \| \| \| \| \| \| \| \| \| \| \| \| \| \| \| \| \| \| \| \| \| \| \| \| \| \| \| \| \| \| \| \| \| \| \| \| \| \| \| \| \| \| \| \| \| \| \| \| \| \| 9. Ана Дандоло \| \| \| \| \| \| \| \| \| \| \| \| \| \| \| \| \| \| \| \| \| \| \| \| \| \| \| \| \| \| \| \| \| \| \| \| \| \| \| \| \| \| \| \| \| \| \| \| \| \| \| \| \| \| \| \| \| \| \| \| \| \| \| \| \| \| \| \| \| \| \| \| \| \| \| \| \| \| \| \| \| \| \| \| \| \| \| \| \| \| \| \| \| \| \| \| \| \| \| \| \| \| \| \| \| \| \| \| \| \| \| \| \| \| \| \| \| \| \| \| \| \| \| \| \| \| \| \| \| \| \| \| \| \| \| \| \| \| \| \| \| \| \| \| 2. Стефан Милутин \| \| \| \| \| \| \| \| \| \| \| \| \| \| \| \| \| \| \| \| \| \| \| \| \| \| \| \| \| \| \| \| \| \| \| \| \| \| \| \| \| \| \| \| \| \| \| \| \| \| \| \| \| \| \| \| \| \| \| \| \| \| \| \| \| \| \| \| \| \| \| \| 20. Исак II Анђел \| \| \| \| \| \| \| \| \| \| \| \| \| \| \| \| \| \| \| \| \| \| \| \| \| \| \| \| \| \| \| \| \| \| \| \| \| \| \| \| \| \| \| \| \| \| \| \| \| \| \| \| \| \| \| \| \| \| \| \| \| \| \| \| \| \| \| \| \| \| \| \| 10. Јован Анђел \| \| \| \| \| \| \| \| \| \| \| \| \| \| \| \| \| \| \| \| \| \| \| \| \| \| \| \| \| \| \| \| \| \| \| \| \| \| \| \| \| \| \| \| \| \| \| \| \| \| \| \| \| \| \| \| \| \| \| \| \| \| \| \| \| \| \| \| \| \| \| \| \| \| \| \| \| \| \| \| \| \| \| \| \| \| \| \| \| \| \| \| \| \| \| \| \| \| \| \| \| \| \| \| \| \| \| \| \| \| \| \| \| \| \| \| \| \| \| \| \| \| \| \| \| \| \| \| \| \| \| \| \| \| \| \| \| \| \| \| \| \| \| \| 5. Јелена \| \| \| \| \| \| \| \| \| \| \| \| \| \| \| \| \| \| \| \| \| \| \| \| \| \| \| \| \| \| \| \| \| \| \| \| \| \| \| \| \| \| \| \| \| \| \| \| \| \| \| \| \| \| \| \| \| \| \| \| \| \| \| \| \| \| \| \| \| \| \| \| \| \| \| \| \| \| \| \| \| \| \| \| \| \| \| \| \| \| \| \| \| \| \| \| \| \| \| \| \| \| \| \| \| \| \| \| \| \| \| \| \| \| \| \| \| \| \| \| \| \| \| \| \| \| \| \| \| \| \| \| \| \| \| \| \| \| \| \| \| \| \| \| \| \| \| \| \| \| \| \| \| \| \| \| \| \| \| \| \| \| \| \| \| \| \| \| \| \| \| \| \| \| \| \| \| \| \| \| \| \| \| \| \| \| \| \| \| \| \| \| \| \| \| \| \| \| \| \| \| \| \| \| \| \| \| \| \| \| \| \| \| \| \| \| \| \| \| \| \| \| \| \| \| \| \| \| \| \| \| \| \| \| \| \| \| \| \| \| \| \| \| \| \| \| \| \| \| \| \| \| \| \| \| \| \| \| \| \| \| \| \| \| \| \| \| \| \| \| \| \| \| \| \| \| \| \| \| \| \| \| \| \| \| \| \| \| 1. Стефан Урош III \| \| \| \| \| \| \| \| \| \| \| \| \| \| \| \| \| \| \| \| \| \| \| \| \| \| \| \| \| \| \| \| \| \| \| \| \| \| \| \| \| \| \| \| \| \| \| \| \| \| \| \| \| \| \| \| \| \| \| \| \| \| \| \| \| \| \| \| \| \| \| \| \| \| \| \| \| \| \| \| \| \| \| \| \| \| \| \| \| \| \| \| \| \| \| \| \| \| \| \| \| \| \| \| \| \| \| \| \| \| \| \| \| \| \| \| \| \| \| \| \| \| \| \| \| \| \| \| \| \| \| \| \| \| \| \| \| \| \| \| \| \| \| \| \| \| \| \| \| \| \| \| \| \| \| \| \| \| \| \| \| \| \| \| \| \| \| \| \| \| \| \| \| \| \| \| \| \| \| \| \| \| \| \| \| \| \| \| \| \| \| \| \| \| \| \| \| \| \| \| \| \| \| \| \| \| \| \| \| \| \| \| \| \| \| \| \| \| \| \| \| \| \| \| \| \| \| \| \| \| \| \| \| \| \| \| \| \| \| \| \| \| \| \| \| \| \| \| \| \| \| \| \| \| \| \| \| \| \| \| \| \| \| \| \| \| \| \| \| \| \| \| \| \| \| \| \| \| \| \| \| \| \| \| \| \| \| \| \| \| \| \| \| \| \| \| \| \| \| \| \| \| \| \| \| \| \| \| \| \| \| \| \| \| \| \| \| \| \| \| \| \| \| \| \| \| \| \| \| \| \| \| \| \| \| \| \| \| \| \| \| \| \| \| \| \| \| \| \| \| \| \| \| \| \| \| \| \| \| \| \| \| \| \| \| \| \| \| \| \| \| \| \| \| \| \| \| \| \| \| \| \| \| \| \| \| \| \| \| \| \| \| \| \| \| \| \| \| \| \| \| \| \| \| \| \| \| \| \| \| \| \| \| \| \| \| \| \| \| \| \| \| \| \| \| \| \| \| \| \| \| \| \| \| \| \| \| \| \| \| \| \| \| \| \| \| \| \| \| \| \| \| \| \| \| \| \| \| \| \| \| \| \| \| \| \| \| \| \| \| \| \| \| \| \| \| \| \| \| \| \| \| \| \| \| \| \| \| \| \| \| \| \| \| \| \| \| \| \| \| \| \| \| \| \| \| \| \| \| \| \| \| \| \| \| \| \| \| \| \| \| \| \| \| \| \| \| \| \| \| \| \| \| \| \| \| \| \| \| \| \| \| \| \| \| \| \| \| \| \| \| \| \| \| \| \| \| \| \| \| \| \| \| \| \| \| \| \| \| \| \| \| \| \| \| \| 3. Ана Тертер \| \| \| \| \| \| \| \| \| \| \| \| \| \| \| \| \| \| \| \| \| \| \| \| \| \| \| \| \| \| \| \| \| \| \| \| \| \| \| \| \| \| \| \| \| \| \| \| \| \| \| \| |                       |  |  |  |  |  |  |  |  |  |  |  |                   |  |  |  |
| |                       |  |  |  |  |  |  |  |  |  |  |  | 16. Стефан Немања |  |  |  |
| |                       |  |  |  |  |  |  |  |  |  |  |  |                   |  |  |  |
| |                       |  |  |  |  |  |  |  |  |  |  |  |                   |  |  |  |
| |                       |  |  |  |  |  |  |  |  |  |  |  |                   |  |  |  |
| | 8. Стефан Првовенчани |  |  |  |  |  |  |  |  |  |  |  |                   |  |  |  |
| |                       |  |  |  |  |  |  |  |  |  |  |  |                   |  |  |  |
| |                       |  |  |  |  |  |  |  |  |  |  |  |                   |  |  |  |
| |                       |  |  |  |  |  |  |  |  |  |  |  |                   |  |  |  |
| | 17. Ана Немањић       |  |  |  |  |  |  |  |  |  |  |  |                   |  |  |  |
| |                       |  |  |  |  |  |  |  |  |  |  |  |                   |  |  |  |
| |                       |  |  |  |  |  |  |  |  |  |  |  |                   |  |  |  |
| |                       |  |  |  |  |  |  |  |  |  |  |  |                   |  |  |  |
| | 4. Стефан Урош I      |  |  |  |  |  |  |  |  |  |  |  |                   |  |  |  |
| |                       |  |  |  |  |  |  |  |  |  |  |  |                   |  |  |  |
| |                       |  |  |  |  |  |  |  |  |  |  |  |                   |  |  |  |
| |                       |  |  |  |  |  |  |  |  |  |  |  |                   |  |  |  |
| |                       |  |  |  |  |  |  |  |  |  |  |  |                   |  |  |  |
| |                       |  |  |  |  |  |  |  |  |  |  |  |                   |  |  |  |
| |                       |  |  |  |  |  |  |  |  |  |  |  |                   |  |  |  |
| |                       |  |  |  |  |  |  |  |  |  |  |  |                   |  |  |  |
| | 9. Ана Дандоло        |  |  |  |  |  |  |  |  |  |  |  |                   |  |  |  |
| |                       |  |  |  |  |  |  |  |  |  |  |  |                   |  |  |  |
| |                       |  |  |  |  |  |  |  |  |  |  |  |                   |  |  |  |
| |                       |  |  |  |  |  |  |  |  |  |  |  |                   |  |  |  |
| |                       |  |  |  |  |  |  |  |  |  |  |  |                   |  |  |  |
| |                       |  |  |  |  |  |  |  |  |  |  |  |                   |  |  |  |
| |                       |  |  |  |  |  |  |  |  |  |  |  |                   |  |  |  |
| |                       |  |  |  |  |  |  |  |  |  |  |  |                   |  |  |  |
| | 2. Стефан Милутин     |  |  |  |  |  |  |  |  |  |  |  |                   |  |  |  |
| |                       |  |  |  |  |  |  |  |  |  |  |  |                   |  |  |  |
| |                       |  |  |  |  |  |  |  |  |  |  |  |                   |  |  |  |
| |                       |  |  |  |  |  |  |  |  |  |  |  |                   |  |  |  |
| | 20. Исак II Анђел     |  |  |  |  |  |  |  |  |  |  |  |                   |  |  |  |
| |                       |  |  |  |  |  |  |  |  |  |  |  |                   |  |  |  |
| |                       |  |  |  |  |  |  |  |  |  |  |  |                   |  |  |  |
| |                       |  |  |  |  |  |  |  |  |  |  |  |                   |  |  |  |
| | 10. Јован Анђел       |  |  |  |  |  |  |  |  |  |  |  |                   |  |  |  |
| |                       |  |  |  |  |  |  |  |  |  |  |  |                   |  |  |  |
| |                       |  |  |  |  |  |  |  |  |  |  |  |                   |  |  |  |
| |                       |  |  |  |  |  |  |  |  |  |  |  |                   |  |  |  |
| |                       |  |  |  |  |  |  |  |  |  |  |  |                   |  |  |  |
| |                       |  |  |  |  |  |  |  |  |  |  |  |                   |  |  |  |
| |                       |  |  |  |  |  |  |  |  |  |  |  |                   |  |  |  |
| |                       |  |  |  |  |  |  |  |  |  |  |  |                   |  |  |  |
| | 5. Јелена             |  |  |  |  |  |  |  |  |  |  |  |                   |  |  |  |
| |                       |  |  |  |  |  |  |  |  |  |  |  |                   |  |  |  |
| |                       |  |  |  |  |  |  |  |  |  |  |  |                   |  |  |  |
| |                       |  |  |  |  |  |  |  |  |  |  |  |                   |  |  |  |
| |                       |  |  |  |  |  |  |  |  |  |  |  |                   |  |  |  |
| |                       |  |  |  |  |  |  |  |  |  |  |  |                   |  |  |  |
| |                       |  |  |  |  |  |  |  |  |  |  |  |                   |  |  |  |
| |                       |  |  |  |  |  |  |  |  |  |  |  |                   |  |  |  |
| |                       |  |  |  |  |  |  |  |  |  |  |  |                   |  |  |  |
| |                       |  |  |  |  |  |  |  |  |  |  |  |                   |  |  |  |
| |                       |  |  |  |  |  |  |  |  |  |  |  |                   |  |  |  |
| |                       |  |  |  |  |  |  |  |  |  |  |  |                   |  |  |  |
| |                       |  |  |  |  |  |  |  |  |  |  |  |                   |  |  |  |
| |                       |  |  |  |  |  |  |  |  |  |  |  |                   |  |  |  |
| |                       |  |  |  |  |  |  |  |  |  |  |  |                   |  |  |  |
| |                       |  |  |  |  |  |  |  |  |  |  |  |                   |  |  |  |
| | 1. Стефан Урош III    |  |  |  |  |  |  |  |  |  |  |  |                   |  |  |  |
| |                       |  |  |  |  |  |  |  |  |  |  |  |                   |  |  |  |
| |                       |  |  |  |  |  |  |  |  |  |  |  |                   |  |  |  |
| |                       |  |  |  |  |  |  |  |  |  |  |  |                   |  |  |  |
| |                       |  |  |  |  |  |  |  |  |  |  |  |                   |  |  |  |
| |                       |  |  |  |  |  |  |  |  |  |  |  |                   |  |  |  |
| |                       |  |  |  |  |  |  |  |  |  |  |  |                   |  |  |  |
| |                       |  |  |  |  |  |  |  |  |  |  |  |                   |  |  |  |
| |                       |  |  |  |  |  |  |  |  |  |  |  |                   |  |  |  |
| |                       |  |  |  |  |  |  |  |  |  |  |  |                   |  |  |  |
| |                       |  |  |  |  |  |  |  |  |  |  |  |                   |  |  |  |
| |                       |  |  |  |  |  |  |  |  |  |  |  |                   |  |  |  |
| |                       |  |  |  |  |  |  |  |  |  |  |  |                   |  |  |  |
| |                       |  |  |  |  |  |  |  |  |  |  |  |                   |  |  |  |
| |                       |  |  |  |  |  |  |  |  |  |  |  |                   |  |  |  |
| |                       |  |  |  |  |  |  |  |  |  |  |  |                   |  |  |  |
| |                       |  |  |  |  |  |  |  |  |  |  |  |                   |  |  |  |
| |                       |  |  |  |  |  |  |  |  |  |  |  |                   |  |  |  |
| |                       |  |  |  |  |  |  |  |  |  |  |  |                   |  |  |  |
| |                       |  |  |  |  |  |  |  |  |  |  |  |                   |  |  |  |
| |                       |  |  |  |  |  |  |  |  |  |  |  |                   |  |  |  |
| |                       |  |  |  |  |  |  |  |  |  |  |  |                   |  |  |  |
| |                       |  |  |  |  |  |  |  |  |  |  |  |                   |  |  |  |
| |                       |  |  |  |  |  |  |  |  |  |  |  |                   |  |  |  |
| |                       |  |  |  |  |  |  |  |  |  |  |  |                   |  |  |  |
| |                       |  |  |  |  |  |  |  |  |  |  |  |                   |  |  |  |
| |                       |  |  |  |  |  |  |  |  |  |  |  |                   |  |  |  |
| |                       |  |  |  |  |  |  |  |  |  |  |  |                   |  |  |  |
| |                       |  |  |  |  |  |  |  |  |  |  |  |                   |  |  |  |
| |                       |  |  |  |  |  |  |  |  |  |  |  |                   |  |  |  |
| |                       |  |  |  |  |  |  |  |  |  |  |  |                   |  |  |  |
| |                       |  |  |  |  |  |  |  |  |  |  |  |                   |  |  |  |
| | 3. Ана Тертер         |  |  |  |  |  |  |  |  |  |  |  |                   |  |  |  |
| |                       |  |  |  |  |  |  |  |  |  |  |  |                   |  |  |  |
| |                       |  |  |  |  |  |  |  |  |  |  |  |                   |  |  |  |

## Извори и литература